# Chinaella shephardi
Chinaella shephardi är en insektsart som beskrevs av Evans 1935. Chinaella shephardi ingår i släktet Chinaella och familjen dvärgstritar. Inga underarter finns listade i Catalogue of Life.